# Tronfjell
Tronfjell (auch nur Tron) ist der Name eines 1.666 m hohen kegelförmigen Berges in der Kommune Alvdal im norwegischen Østerdalen, in der norwegischen Provinz Innlandet gelegen. Der allein stehende Berg dominiert optisch das nördliche Østerdalen; ca. 50 km entfernt liegt das Rondane-Massiv.

## Telekommunikationsanlagen
Auf dem Tronfjell steht ein 45 m hoher Sendemast für die Abstrahlung von TV- und Rundfunksignalen. Später wurde eine Radaranlage zur Flugsicherung für die Verbindung zwischen Oslo und Trondheim gebaut. 1960 wurde auf über die Station eine Richtfunkstrecke zwischen Oslo und Trondheim errichtet. Seit 1963 werden TV-Programme von der Station ausgestrahlt. Ein Umsetzer für das NRK TV2 Programm wurde im November 1993 in Betrieb genommen.
1969 wurde eine Station des ersten Mobilfunknetzes Norwegens, dem Offentlig Landmobil Telefoni auf dem Tron errichtet. Der Dienst wurde 1990 endgültig eingestellt und durch NMT (Nordisk Mobil Telefon) ersetzt. 1994 wurde ein GSM Umsetzer von Telenor und NetCom installiert.
Eine Schotterpiste führt über das auf ca. 1.200 m Höhe gelegene Tronplateau, Flattron genannt, bis auf den Gipfel. Diese ist von jedermann benutzbar, aber gebührenpflichtig und aufgrund der Wetterverhältnisse nur wenige Monate im Jahr befahrbar. Der Westhang des Berges wird im Sommer zum Drachenflug genutzt.

## Plan einer Friedensuniversität

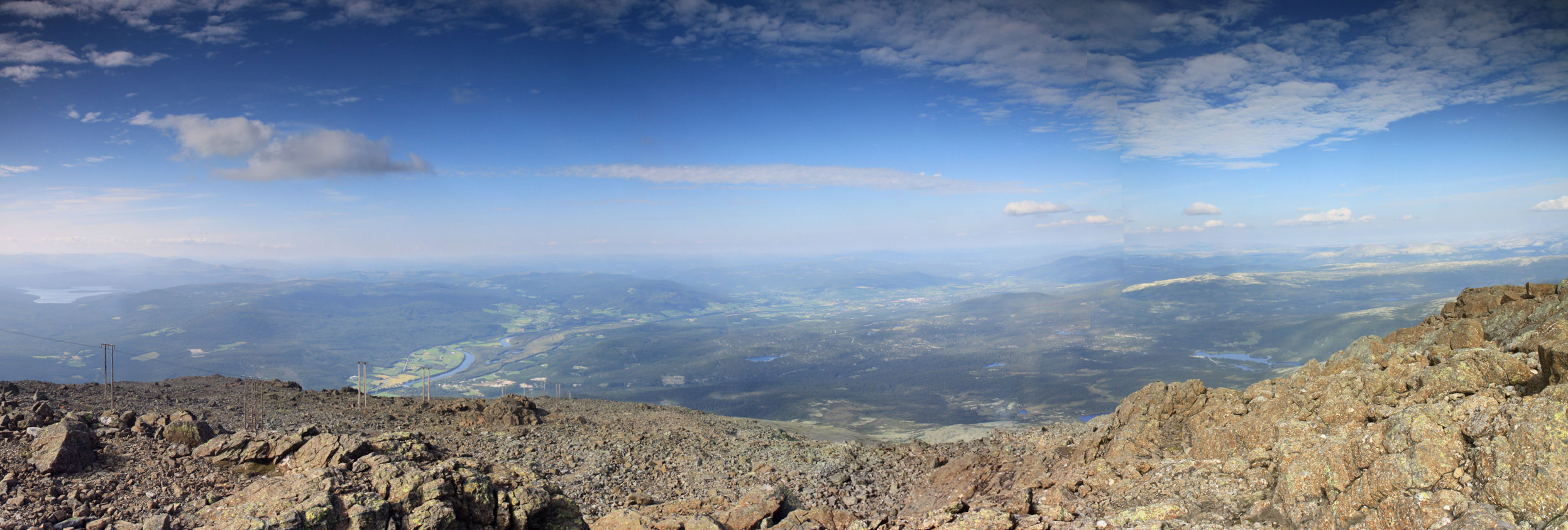
Auf dem Tronfjell: Panoramablick nach Norden

Auf dem Hang des Berges unterhalb der Alm Tronsvangen lebte von 1917 bis 1945 der indische Philosophieprofessor und Hindu-Guru Swami Sri Ananda Acharya (1881–1945), Kurzname Baral. Er war mit dem norwegischen Dichter und Schriftsteller Arne Garborg befreundet und wurde in Norwegen bekannt für seine Vision, dass der Tronfjell Ort einer Friedensuniversität werden solle. Von seinen Anhängern wurden diese Pläne bis zu einem Architektenentwurf der Universitätsgebäude, die auf dem Tronplateau entstehen sollen, konkretisiert. Swami Sri Ananda starb am Friedenstag, dem 8. Mai 1945, und wurde unterhalb des Gipfels des Tronfjells begraben. Auf dem Tronplateau erinnert eine ca. 4 m hohe Steinsäule an den Guru. Metallplatten mit Inschriften seiner Lehren wurden nahe dieser Säule angebracht.